# Communauté de communes du Pays de Sées
Die  Communauté de communes du Pays de Sées  ist ein ehemaliger französischer Gemeindeverband (Communauté de communes) im Département Orne der Region Normandie. Er wurde am 23. Dezember 1996 gegründet. Der Gemeindeverband fusionierte mit Wirksamkeit vom 1. Januar 2013 mit der Communauté de communes du Pays de Mortrée und der Communauté de communes du Pays d’Essay und bildete so die neue Communauté de communes des Sources de l’Orne.

## Mitglieder
1. Aunou-sur-Orne
2. Le Bouillon
3. La Chapelle-près-Sées
4. La Ferrière-Béchet
5. Macé
6. Neauphe-sous-Essai
7. Neuville-près-Sées
8. Saint-Gervais-du-Perron
9. Saint-Hilaire-la-Gérard
10. Sées
11. Tanville

## Quelle
- Le SPLAF - (Website zur Bevölkerung und Verwaltungsgrenzen in Frankreich (frz.))